# José Freire Falcão
José Freire Falcão (Ererê, 23 ottobre 1925 – Brasilia, 26 settembre 2021) è stato un cardinale e arcivescovo cattolico brasiliano.

## Biografia
José Freire Falcão è nato il 23 ottobre 1925 ad Ererê, Stato federato di Ceará ed arcidiocesi di Fortaleza (oggi nella diocesi di Limoeiro do Norte), nella parte nord-occidentale dell'allora Prima Repubblica brasiliana (oggi Repubblica Federale del Brasile).

### Formazione e ministero sacerdotale
Ha frequentato le scuole elementari e medie nella città natale di Ererê e poi a Russas. Nel 1938 è entrato nel seminario di Prainha, a Fortaleza, dove aveva seguito i corsi superiori e anche quelli di filosofia e teologia.
Ha ricevuto l'ordinazione sacerdotale il 19 giugno 1949, a Limoeiro do Norte, per imposizione delle mani di Aureliano de Matos, vescovo di Limoeiro do Norte; si è incardinato, ventitreenne, come presbitero della medesima diocesi. In seguito è stato vicario parrocchiale della parrocchia dell'Immacolata Concezione a Limoeiro do Norte, vicedirettore del liceo diocesano, docente presso il suo seminario minore e in altre istituzioni educative e assistente ecclesiastico dell'Azione Cattolica.

### Ministero episcopale
Il 24 aprile 1967 papa Paolo VI lo ha nominato, quarantunenne, vescovo coadiutore con diritto di successione di Limoeiro do Norte assegnandogli contestualmente la sede titolare di Vardimissa. Ha ricevuto la consacrazione episcopale il 17 giugno seguente per imposizione delle mani di José de Medeiros Delgado, arcivescovo metropolita di Fortaleza, assistito dai co-consacrati Vicente de Paulo Araújo Matos, vescovo di Crato, e José Mauro Ramalho de Alarcón Santiago, vescovo di Iguatu. Come suo motto episcopale il neo vescovo Falcão ha scelto Servir em humildade, che tradotto vuol dire "Servire con umiltà".
Il 19 agosto successivo, giorno della morte del settantottenne Aureliano de Matos, che aveva guidato la diocesi per ventisei anni e che lo aveva anche ordinato sacerdote, è succeduto per coadiutoria come 2º vescovo di Limoeiro do Norte.
Il 25 novembre 1971 papa Paolo VI lo ha promosso, quarantaseienne, arcivescovo metropolita di Teresina; è succeduto ad Avelar Brandão Vilela, trasferito alla sede metropolitana e primaziale di São Salvador da Bahia il 25 marzo precedente. In seguito ha preso possesso della nuova sede durante una cerimonia svoltasi presso la Cattedrale di Nostra Signora dei Sette Dolori a Teresina.
Il 15 febbraio 1984 papa Giovanni Paolo II lo ha trasferito, cinquantottenne, alla guida della sede metropolitana di Brasilia; è succeduto al settantanovenne José Newton de Almeida Baptista, dimissionario per raggiunti limiti d'età dopo diciotto anni di governo pastorale. In seguito ha preso possesso della nuova sede durante una cerimonia svoltasi presso la Cattedrale di Nostra Signora di Aparecida a Brasilia. Il 29 giugno seguente, giorno della solennità dei Santi Pietro e Paolo, si è recato presso la basilica di San Pietro in Vaticano, dove il papa gli ha imposto il pallio, simbolo di comunione tra il metropolita e la Santa Sede.
Nel 1987 è stato eletto secondo vicepresidente del Consiglio Episcopale Latinoamericano, succedendo a Clemente José Carlos de Gouvea Isnard, O.S.B., vescovo di Nova Friburgo; ha ricoperto tale incarico per un quadriennio, venendo succeduto nel 1991 da Tulio Manuel Chirivella Varela, arcivescovo metropolita di Barquisimeto.

### Cardinalato
Il 29 maggio 1988, dopo la messa domenicale, papa Giovanni Paolo II ha annunciato la sua creazione a cardinale nel concistoro del 28 giugno seguente; sessantaduenne, è stato il primo arcivescovo di Brasilia a ricevere la porpora cardinalizia. Durante la cerimonia, svoltasi presso il Palazzo Apostolico, gli sono stati conferiti la berretta, l'anello ed il titolo cardinalizio di San Luca a Via Prenestina, vacante dal 24 settembre 1985, giorno della morte del cardinale Antonio Poma, arcivescovo emerito di Bologna.

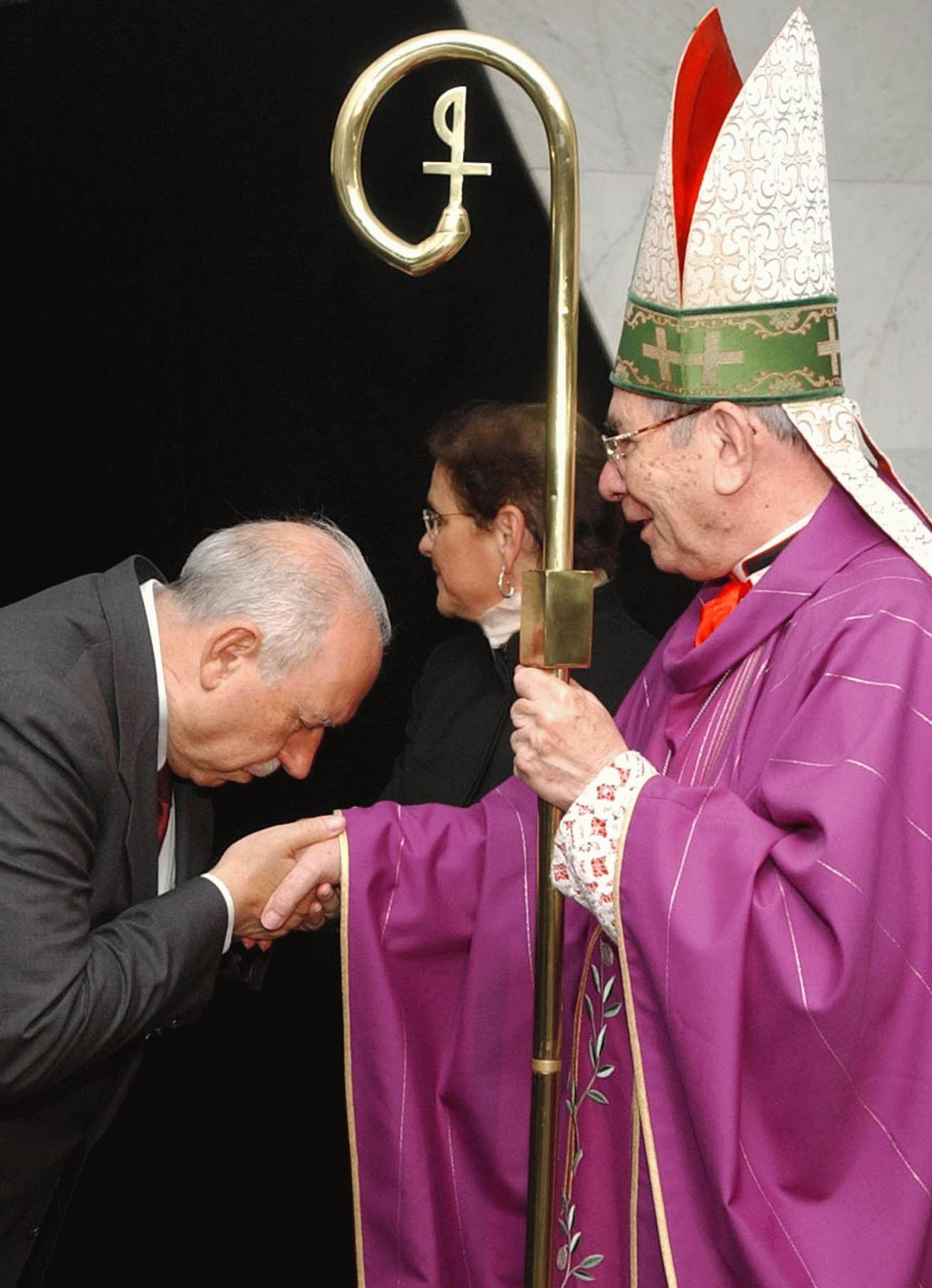
Il vicepresidente brasiliano José Alencar mentre bacia la mano al cardinale Falcão durante una celebrazione liturgica il 25 agosto 2003.

Il 28 gennaio 2004 papa Giovanni Paolo II ha accettato la sua rinuncia dal governo pastorale dell'arcidiocesi di Brasilia per raggiunti limiti d'età, ai sensi del can. 401 § 1 del Codice di diritto canonico, divenendone arcivescovo emerito all'età di settantotto anni; gli è succeduto il cinquantaseienne João Braz de Aviz, trasferito contestualmente dalla sede metropolitana di Maringá.
Dopo la morte di papa Giovanni Paolo II, ha preso parte al conclave del 2005, che si è concluso con l'elezione al soglio pontificio del cardinale Joseph Ratzinger, prefetto della Congregazione per la dottrina della fede, con il nome di Benedetto XVI.

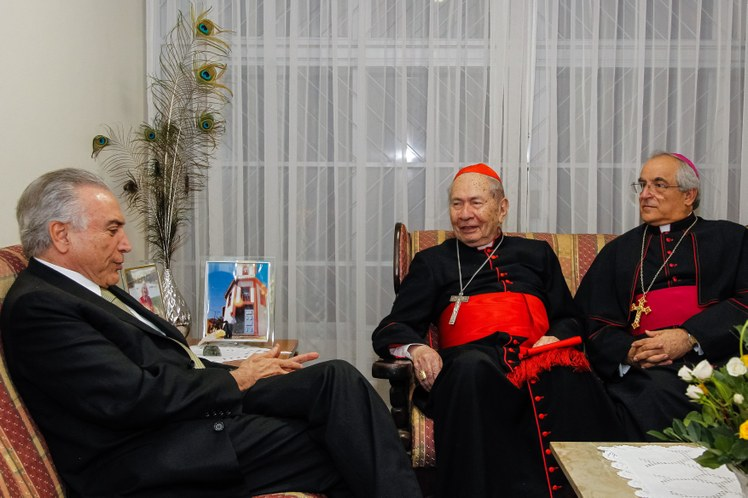
Il futuro presidente brasiliano Michel Temer durante un incontro con il cardinale Falcão ed il nunzio Giovanni d'Aniello il 30 giugno 2016.

Il 23 ottobre 2005, al compimento dell'ottantesimo genetliaco, ha perso il diritto di entrare in conclave ed ha cessato di essere membro dei dicasteri della Curia romana, in conformità all'art. II § 1-2 del motu proprio Ingravescentem Aetatem, pubblicato da papa Paolo VI il 21 novembre 1970. Per questo motivo non ha potuto prendere parte al conclave del 2013, che si è concluso con l'elezione al soglio pontificio del cardinale Jorge Mario Bergoglio, arcivescovo metropolita di Buenos Aires, con il nome di Francesco.
È deceduto alle 22:40 del 26 settembre 2021, all'età di novantacinque anni, presso l'ospedale Santa Lúcia nel distretto Asa Sul di Brasilia dove era ricoverato da otto giorni, per complicazioni causate da COVID-19. Le esequie sono state celebrate il giorno successivo dall’arcivescovo di Brasilia Paulo Cezar Costa nella cattedrale metropolitana di Nostra Signora Aparecida e, al termine del rito, è stato sepolto nella cripta dello stesso edificio.

## Genealogia episcopale e successione apostolica
La genealogia episcopale è:
- Cardinale Scipione Rebiba
- Cardinale Giulio Antonio Santorio
- Cardinale Girolamo Bernerio, O.P.
- Arcivescovo Galeazzo Sanvitale
- Cardinale Ludovico Ludovisi
- Cardinale Luigi Caetani
- Cardinale Ulderico Carpegna
- Cardinale Paluzzo Paluzzi Altieri degli Albertoni
- Papa Benedetto XIII
- Papa Benedetto XIV
- Papa Clemente XIII
- Cardinale Marcantonio Colonna
- Cardinale Giacinto Sigismondo Gerdil, B.
- Cardinale Giulio Maria della Somaglia
- Cardinale Carlo Odescalchi, S.I.
- Cardinale Costantino Patrizi Naro
- Cardinale Lucido Maria Parocchi
- Arcivescovo Adauctus Aurélio de Miranda Henriques
- Arcivescovo Moisés Ferreira Coelho
- Arcivescovo José de Medeiros Delgado
- Cardinale José Freire Falcão

La successione apostolica è:
- Vescovo Pompeu Bezerra Bessa (1973)
- Cardinale Raymundo Damasceno Assis (1986)
- Vescovo Agostinho Stefan Januszewicz, O.F.M.Conv. (1989)
- Vescovo Jésus Rocha (1994)
- Vescovo Francisco de Paula Victor (1996)
- Vescovo João Casimiro Wilk, O.F.M.Conv. (1998)
- Arcivescovo Marcony Vinícius Ferreira (2014)